# Globba nawawii
Globba nawawii är en enhjärtbladig växtart som beskrevs av Ibrahim och Kai Larsen. Globba nawawii ingår i släktet Globba och familjen Zingiberaceae. Inga underarter finns listade i Catalogue of Life.